# Zbigniew Churas
Zbigniew Churas (ur. 27 października 1961) – polski piłkarz występujący na pozycji napastnika. W latach 1982–1984 w barwach GKS-u Katowice rozegrał 35 spotkań i zdobył 3 gole.